# سمكة المهرج الشائعة
سمكة المهرج الشائعة (الإسم العلمي:Amphiprion ocellaris)، هو نوع من الأسماك يتبع جنس سمكة المهرج من فصيلة البوماسنتريدي. يستوطن في غرب المحيط الهادئ وشرق المحيط الهندي.